# Comando Militar del Nordeste
El Comando Militar del Nordeste (en portugués Comando Militar do Nordeste, CMNE) es un comando regional del Ejército Brasileño.

## Historia
El 24 de julio de 1946 se creó el Comando de la Zona Norte por decreto-ley n.º 9510 del presidente Eurico Gaspar Dutra. Con sede en Recife, su jurisdicción comprendía los estados del nordeste del país.
El 28 de agosto de 1956 el presidente creó cuatro ejércitos numerados constitutivos de las Fuerzas Terrestres. La Zona Norte quedó disuelta; y con sede en Porto Alegre se creó el IV Ejército.
Por decreto presidencial n.º 91 778 del 15 de octubre de 1985, se disolvieron los ejércitos creando comandos militares de área. Uno de estos fue el Comando Militar del Nordeste.

## Organización
La estructura orgánica del Comando Militar del Oeste es la que sigue a continuación:
- Comando Militar del Nordeste.
  - 6.ª Región Militar.
  - 7.ª Región Militar.
  - 10.ª Región Militar.
  - 7.ª Brigada de Infantería Motorizada.
  - 10.ª Brigada de Infantería Motorizada.
  - 1.º Agrupamiento de Ingeniería.